# Sete de Setembro
Sete de Setembro là một đô thị thuộc bang Rio Grande do Sul, Brasil. Đô thị này có diện tích 129,995 km², dân số năm 2007 là 2131 người, mật độ 16,39 người/km².